# Tainted Grail: Conquest
Tainted Grail: Conquest — карточный роуглайк, разработанный польской студией Questline и выпущенный Awaken Realms в 2021 году.

## Геймплей
Действие Tainted Grail: Conquest происходит в мрачном фэнтезийном мире, основанном на артуровских легендах. Главный герой просыпается и обнаруживает, что его деревня пуста. Козлоподобное существо рассказывает ему, что проклятый туман свел с ума большинство людей в их стране и преобразил их. Выжившие в этой катастрофе — встречающиеся как неигровые персонажи — передают историю в игре, дают побочные задания или торгуют снаряжением. Встречи с этими персонажи генерируются процедурно, поэтому некоторые элементы истории могут не раскрываться в каждой игровой сессии. Выбрав класс персонажа, игроки отправляют героя в туман, чтобы узнать, что произошло. Четверо ворот ведут из деревни во все более сложные занятые туманом области. Ворота закрываются за игроком, как только он покидает деревню, не позволяя ему вернуться обратно.
Бои пошаговые и похожи на Slay the Spire: игроки знают следующие действия противников и должны противостоять им в карточных сражениях. У каждой карты способности есть стоимость, ограничивающая количество карт, которые игрок может разыграть за один ход. Стартовые карты определяются классом персонажа, новые карты персонаж получает с ростом уровня. Проиграв игрок должен создать выбрать нового персонажа и начать заново, некоторые новые классы и способности разблокируются в зависимости от прогресса в игре. Выигрыш открывает новые уровни сложности.

## Разработка
Tainted Grail: Conquest основан на настольной игре Кшиштофа Пискорского.
Игра вышла в раннем доступе в июне 2020 года и изначально называлась просто Tainted Grail. В релиз Conquest был выпущен 27 мая 2021 года для Windows. Порты для Xbox One и Xbox Series X/S были выпущены 23 сентября того же года, а 22 марта 2022 года была выпущена версия для Linux.
В этом же мире происходит действие игры Tainted Grail: The Fall of Avalon, также разработанной Questline и выпущенной Awaken Realms в 2025 году.

## Восприятие
По данным агрегатора Metacritic игра получила положительные рецензии. Журналист Rock Paper Shotgun написал, что игра сочетает в себе темное фэнтези мира Diablo с игровым процессом Slay the Spire. Он высоко оценил её глубину игры и её способность сделать неудачу интересным элементом игрового процесса. RPGamer похвалил игру за её доступность для новичков, реиграбельность и игровой дизайн, который, по мнению рецензента, демонстрирует понимание жанра. Согласно рецензии RPGFan: «Tainted Grail: Conquest завоёвывает себе нишу как карточный роуглайк с более сюжетной направленностью, но у него проблемы с балансом и темпом». В CD-Action похвалили наличие у игры сюжета и RPG элементов.